# Francesco Yates
Francesco Yates (Toronto, 11 de setembro de 1995) é um cantor canadense mais conhecido por ter seus vocais na musica "Sugar" do DJ Robin Schulz. Lançou seu primeiro EP homônimo no dia 9 de outubro de 2015.

## Biografia
Francesco decidiu seguir carreira artística aos 11 anos, logo após assistir o filme Escola de Rock. Foi quando decidiu ir para um acampamento musical de ferias de verão, onde aprendeu a tocar piano e guitarra.
Aos 16 anos assinou contrato com a Atlantic Records, e passou a trabalhar em musicas para seu primeiro CD, com Pharrell Williams e Robin Hannibal, produtores musicais renomados. Durante entrevista, Pharrell chegou a elogiar a Francesco, e também o convidou para tocar guitarra na faixa “Gust of Wind”.
Francesco conseguiu notoriedade após colaborar com o DJ Robin Schulz na faixa "Sugar", que se tornou um hit mundial e também foi eleita pelo Spotify como o "viral de 2015".
Em fevereiro de 2016, foi indicado ao Juno Awards 2016 na categoria Artista Revelação.